# Мезиде Кадын-эфенди
Мезиде́ Кады́н-эфе́нди (тур. Mezide Kadın Efendi; вероятно 1869 — 21 января 1909, Стамбул) — жена османского султана Абдул-Хамида II и мать шехзаде Мехмеда Бурханеддина-эфенди.

## Биография
По предположению историка Недждета Сакаоглу, Мезиде родилась вероятно в 1869 году и могла носить двойное имя «Мезиде́ Места́н» (тур. Mezide Mestan). Чагатай Улучай называет Мезиде именем «Мези́д» (тур. Mezid). Энтони Алдерсон называет точную дату рождения Мезиде — 3 марта 1869 года.
Происхождение Мезиде достоверно не определено. Сакаоглу, опираясь на мнение турецкого драматурга Нахида Сырры Орика, видевшего фотографию Мезиде и посчитавшую её итальянской аристократкой, называет её европейкой. Сакаоглу пишет, что она не была похожа на черкешенку, которые преобладали в гаремах в то время: у Мезиде была тёмная гладкая кожа, длинные ресницы и тёмные глаза; кроме того, фигура и походка Мезиде значительно отличались от фигур и походок черкешенок. Харун Ачба в своей книге «Жёны султанов: 1839—1924» пишет о знатном происхождении Мезиде: её именем при рождении было «Кадрие Камиле Миканба», она появилась на свет 3 марта 1869 года в Гаграх, Абхазия, в семье князя Каймата Миканбы и его жены Ферьял, происходившей из княжеского рода Маршан. Согласно версии Ачбы, Мезиде была двоюродной сестрой Эмине Назикеды Кадын-эфенди — главной жены последнего османского султана Мехмеда VI. В возрасте около 7 лет Мезиде была увезена вместе с другими кузинами в Стамбул и передана в султанский гарем.
Согласно книге историка Халука Юсуфа Шехсувароглу «Султан Азиз», Мезиде воспитывалась с раннего возраста в султанском гареме, где её обучали языку и музыке. Согласно Алдерсону, изначально Мезиде попала в гарем Мурада V, а уже позднее была переведена в гарем Абдул-Хамида II. При этом, Сакаоглу считал, что пребывание Мезиде в гареме бывшего султана Мурада V было просто слухами, распускаемыми младотурками. Тем не менее, некая связь с семьёй свергнутого султана у Мезиде была: позднее, в 1901 году, когда дочерям Мурада V Хатидже и Фехиме были подобраны женихи, девушек перевезли из Чырагана в султанский дворец Йылдыз, и именно Мезиде приютила их в своих покоях. Согласно Алдерсону, Мезиде стала женой султана 2 января 1885 года, а Сакаоглу пишет, что она была четвёртой женой Абдул-Хамида II. Харун Ачба же пишет, что Мезиде стала женой Абдул-Хамида II 2 февраля 1885 года. Чагатай Улучай пишет, что до 1895 года, когда скончалась башкадын Абдул-Хамида Назикеда Кадын-эфенди, Мезиде носила титул пятой жены, а с 1901 года, после смерти Дильпесенд Кадын-эфенди, — титул третьей жены.
19 декабря 1885 года Мезиде родила своего единственного ребёнка — сына Мехмеда Бурханеддина. Мезиде мечтала, что именно её сын станет наследником престола, несмотря на то, что он был лишь четвёртым сыном султана, а сам принцип престолонаследия предусматривал восшествие на престол старшего мужчины в династии, а не старшего сына правящего султана. Мехмед Бурханеддин был любимым сыном Абдул-Хамида II, и именно он сопровождал царственного отца, когда в 1905 году на того было совершено покушение во время пятничной молитвы в мечети Йылдыз Хамидие. Произошедшее сильно повлияло на Мезиде: постоянный страх за сына привёл к болезни женщины и, вероятно, ускорил её смерть, наступившую, по разным данным 12 декабря 1908 или 21 января 1909 года во дворце Йылдыз. Мезиде Кадын-эфенди была похоронена на кладбище Яхьи-эфенди в Стамбуле. Чуть больше, чем через 3 месяца после смерти Мезиде, султан Абдул-Хамид II был низложен в ходе Младотурецкой революции.

### Потомство
Мезиде была матерью только одного ребёнка султана — шехзаде Мехмеда Бурханеддина-эфенди (19 декабря 1885, Стамбул — 5 июня 1949, Нью-Йорк). Шехзаде был дважды женат: первой его женой с 1908 года была Хидает-ханым; второй с 7 июня 1909 по 10 ноября 1919 года — Алие-ханым (р. 13 октября 1893), которая была матерью всех его детей.